# Shake It Up (musikalbum)
Shake It Up är ett musikalbum av The Cars lanserat 1981 på skivbolaget Elektra Records. Det var gruppens fjärde studioalbum och det sista som producerades av Roy Thomas Baker. Med albumets titelspår fick The Cars sin första topp 10-hit på Billboard Hot 100-listan. Låtarna "Since You're Gone" och "Victim of Love" släpptes även de som singlar. Den först nämnda blev en mindre framgång i Storbritannien med en trettiosjunde placering på singellistan.

## Låtlista
(låtar utan angiven upphovsman komponerade av Ric Ocasek)
1. "Since You're Gone" - 3:30
2. "Shake It Up" - 3:32
3. "I'm Not the One" - 4:12
4. "Victim of Love" - 4:24
5. "Cruiser" - 4:54
6. "A Dream Away" - 5:44
7. "This Could Be Love" (Greg Hawkes, Ocasek) - 4:26
8. "Think It Over" - 4:56
9. "Maybe Baby" - 5:04

## Listplaceringar
- Billboard 200, USA: #9[2]
- Nederländerna: #40[3]
- Nya Zeeland: #12[4]